# 1650 год в России
Царствование: 1645—1676 — Алексея Михайловича

## События
- 17 февраля — родилась царевна Евдокия, второй ребёнок и старшая дочь царя.
- Март — август — Псковский бунт горожан и служилых во главе со старостой Г. Демидовым против передачи Швеции для погашения государственных долгов хлебных запасов[1].
  - 23 февраля (5 марта) и 27 февраля (9 марта) — псковичи предприняли попытки мирным путём приостановить вывоз зерна, обратившись за помощью к воеводе Н.С. Собакину, псковскому и изборскому архиепископу Макарию[2].
  - 28 февраля (10 марта) — горожане разграбили двор купца Ф. Емельянова (осуществлял закупки зерна для шведов по поручению царя) и земского старосты С. Меншикова, арестовав старосту и шведского купца Л. Нумменса[2].
  - Март и апрель — дважды, восставшие направляли царю челобитные (до возвращения первой делегации взяли в заложники Собакина)[2].
  - 23 марта (2 апреля) — не позднее этого срока восставшие избрали новых земских старост Г. Демидова и М. Мошницына (исполняли должности до августа), блокировали деятельность съезжей (приказной) избы[2].
  - 24 марта (4 апреля) — в город прибывает новый воевода В.П. Львов, у которого тут же отняли ключи от городских ворот и пороховой палаты[2].
  - 30 марта (9 апреля) — в Псков для расследования событий прибыли Ф.Ф. Волконский (обвинён псковичами в сговоре с Емельяновым, избит и арестован) и дьяк Г.С. Дохтуров (арестован)[2].
  - Май — из Москвы в Псков направлен для подавления восстания И.Н. Хованский с отрядом (около 1,9 тыс. чел.)[2].
  - 28 мая (7 июня) — И. Н. Хованский частично блокировал город, однако взять Псков не сумел (между правительственными войсками и восставшими под городскими стенами произошло около 20 вооружённых столкновений, главным образом по инициативе псковичей)[1][2].
  - Июль — на Земском соборе в Москве принято решение для урегулирования конфликта направить в Псков делегацию во главе с епископом коломенским и каширским Рафаилом[2].
  - 15 (25) августа — к стоявшему у города правительственному войску присоединилось около 1, 3 тысячи человек из Заонежских погостов во главе с С.П. Елагиным и полком М. Кормихеля[2].
  - 17 (27) августа — благодаря усилиям епископа Рафаила дело было улажено мирным путём и он торжественно въехал во Псков[2].
  - К 24 августа (3 сентября) — к крестному целованию приведено около 3 тысяч псковичей[2].
  - 25 августа (4 сентября) — посадские люди и стрельцы во главе с земскими старостами М. Русиновым и А. Гдовляниным признали свою вину перед воеводой В.П. Львовым. Покаяние позволило большинству участников восстания получить прощение от властей. Из числа не покаявшихся этой осенью выявлено 10 человек (один казнён, остальные с семьями сосланы)[2].
- 25 март — 8 мая — Новгородское восстание в ответ на изъятие хлеба для шведов[1].
  - 14 (24) марта — приезд в город датского посланника И. Краббе, принятого новгородцами за шведского торгового агента. Новгородцы напали на Краббе и его свиту, а также на купцов Ганзейского союза на их подворья (Любекском дворе)[3].
  - Ночь с 15 (25) на 16 (26) марта — разгромлены дворы Стояновых. А. Земского, В. Проезжалова и других купцов, заподозренных в причастности к отправке за рубеж продовольствия[3].
  - Находившиеся в городе дворяне и командиры стрелецкого войска, очевидно, не решились подавить начавшееся восстание. Новгородский воевода Ф.А. Хилков и дьяк В. Сафонов, испугавшись расправы, перебрались на двор новгородского митрополита (будущего патриарха Никона), откуда обратились к царю за военной помощью[3].
  - 16 (26) марта — восставшими из тюрьмы освобождён сын боярский И.П. Жеглов и солодовник Игнатий, ставшие наряду с посадским человеком Елисеем Григорьевым по прозвищу Лисица руководителями восстания[3].
  - Городская администрация отстранена восставшими от управления городом, которое сосредоточилось в земской избе, где были написаны две челобитные на имя царя[3].
  - 13 (23) апреля — вступление в Новгород войска князя И. Хованского и наказание новгородцев-бунтарей: казнён посадский человек Трофим по прозвищу Волк, 169 участников биты кнутом и батогами, в том числе четверо "нещадно", 22 человека заключены в тюрьму (помилованы в 1651 году)[1][3].
- 7 (17) ноября — царским указом, в связи со слухами о крымско-запорожском походе на "государеву украину" при возможной поддержке Речи Посполитой, приказано стянуть к Туле военные силы из Одоева, Переяславля-Рязанского, Мценска и других городов[4].
- В Усмани произошло городское восстание[5].
- Имеретинский царь Александр III принёс присягу верности Алексею Михайловичу[1].
- Экспедиция Семёна Дежнёва[6]:
  - Апрель — к зимовью Дежнёва С.И. стали подходить на собачьих упряжках служилые люди и промысловики, проложивших с Колымы на Анадырь через Анюйский хребет сухопутный маршрут, который оказался удобнее и безопасней морского[6].
- Открытие сухопутного пути с Колымы на северное побережье Охотского моря отрядом помора Михаила Стадухина[1].
- Дорошенко Пётр Дорофеевич возглавлял отряды направленные для войны с Молдавским государством[7].
- 1649—1650 — Русско-шведские переговоры в Стокгольме, посвящённые «перебежчикам» из Финляндии в Россию. Послы Пушкин Борис Иванович и Прончищев Афанасий Осипович добились отказа от требований вернуть в Швецию перебежчиков в Русское государство на условиях выплаты денежной компенсации (190 тыс. руб. за всех)[8].
- После свершения ряда чудес у гроба Соломонии Юрьевны Сабуровой (ум. 1512 год) в Покровском Суздальском Девичьем монастыре, с дозволения патриарха Иосафа было введено местное почитание: пение панихиды и моление у гроба Соломонии. В "Записках о Московии" Сигизмунд Герберштейн сообщал, что Соломония после пострижения родила сына Юрия. Он жил вместе с ней в монастыре и умер 7 лет от роду. Могильный камень её сына когда-то находился ряди с гробницей Соломонии[9].
- Город Орёл выдержал нападение крымских татар[10].
- Годунов Пётр Иванович попал в опалу[11].
- Май—июнь — Хабаров Ерофей Павлович, зазимовав в 1549 году построенном им остроге на р. Тунгир, перевалил на нартах остроги Олёкминского Становика, дошёл до городка местного князька Лавкая, близ устья р. Урка, откуда вернулся в Якутский острог. За время первого похода (1649-1650) годов был составлен "Чертёж реки Амур"[12].   
  - Лето — второй поход (лето 1650-1653) Хабарова Ерофея Павловича на р. Амур[12]:
  - Хабаров, тем же путём, что и в первом походе, добрался до р. Амур, затем в Албазинском городке собрал ясак с окрестных племён, зимой этого года начал строить дощатники (см. 1651 год)[12].
- 1650—1656 — Ртищев Фёдор Михайлович Большой пожалован постельничим[13].
- Пожалованы чином Думный дворянин: Гавренёв Иван Афанасьевич[14].
- Пожалованы окольничеством: Бутурлин Фёдор Васильевич, Бутурлин Василий Васильевич, Ртищев Михаил Алексеевич, Соковнин Прокофий Фёдорович, Чоглоков Василий Васильевич[15].
- Местничество: 
  - Головин Василий Петрович и Репнин Борис Александрович[16].
  - Зыбин Евстафий Иванович и Хитрово Богдан Матвеевич[16].
  - Хрущов Алексей Иванович и Головин Василий Петрович[16].
  - Ромодановский Иван Иванович и Салтыков Иван Иванович[16].
  - Давыдов Никифор Алексеевич и Засекин Иван Андреевич[16].
  - Апрель — царский указ "О расчётах местничества и о наказании за несправедливое притязание преимущества перед другими"[17].
  - 15 мая — царский указ "О наказании князей Ивана и Алексея Лыковых за несправедливое местничество против князя Буйносова-Ростовского"[17].
  - Май — царский указ "О заключении в тюрьму боярина В. Головина за несправедливое местничество против боярина К.Б. Репнина"[17].
  - 29 июля — царский указ "О заключению в тюрьму стрелецких голов Евстафия и Иванам Зыбиных за несправедливое местничество против окольничего Богдана Хитрово"[17].
  - Царский указ "О несправедливом местничестве И.И. Ромодановского против боярина И.И. Салтыкова"[17].

## Города и поселения
- Белгородская крепость вновь перенесена на правый берег р. Северский Донец к Карповскому валу Белгородской засечной черты[18].
- Закончено, начатое в 1649 году, строительство крепости Обоянь. В город были переведены служилые люди из Орла и Курска[19].
- Последний раз обновлена город-крепость Рязань[20].
- 1650—1653 — реконструировалась город-крепость Торопец[21].

## Руководители приказов
| Года      | Приказ                    | Ф,И,О главы                     | Примечания      |
| --------- | ------------------------- | ------------------------------- | --------------- |
| 1648-1654 | Царская мастерская палата | Ртищев Фёдор Михайлович Большой |                 |
| 1648-1665 | Стрелецкий приказ         | Милославский Илья Данилович     |                 |
| 1648-1666 | Большой казны             | Милославский Илья Данилович     |                 |
| 1649-1666 | Иноземский приказ         | Милославский Илья Данилович     | Боярин          |
| 1649-1667 | Аптекарский приказ        | Милославский Илья Данилович     |                 |
| 1650-1658 | Рейтарский приказ         | Милославский Илья Данилович     |                 |
| 1648-1654 | Сыскной приказ            | Долгоруков Юрий Алексеевич      | Боярин          |
| 1650-1654 | Пушкарский приказ         | Долгоруков Юрий Алексеевич      | Боярин          |
| 1630-1661 | Разрядный приказ          | Гавренёв Иван Афанасьевич       | Думный дворянин |
| 1650-1653 | Владимирский судный       | Шереметев Василий Петрович      | Боярин          |

## Воеводы[25]
| Года         | Город     | Ф,И,О воеводы                  | Примечания |
| ------------ | --------- | ------------------------------ | ---------- |
| 1648-1651    | Алексин   | Дашков Емельян Захарьевич      |            |
| До 13 апреля | Алешня    | Барятинский Роман Никитич      |            |
| 1650-1651    | Алешня    | Бунаков Василий Сидорович      |            |
| 1649-1650    | Астрахань | Голицын Иван Андреевич         | Боярин     |
| 1650-1651    | Астрахань | Рыбин-Пронский Михаил Петрович | Боярин     |
| 1650         | Бобрик    | Кафтырев Леонтий Иванович      |            |
| 1649-1651    | Болхов    | Кошелев Иван Семёнович         | Козлитин   |
| 1650-1651    | Боровск   | Бердяев Афанасий Лукьянович    |            |
| 1650         | Брянск    | Головин Никита Иванович        |            |
| 1648-1650    | Бежецк    | Непейцын Борис Иванович        |            |
| 1648-1650    | Белгород  | Пронский Иван Петрович         | Стольник   |
| 1650-1651    | Белгород  | Репнин Борис Александрович     | Боярин     |

## Родились
- Головин, Фёдор Алексеевич (1650 — 30 июля [10 августа] 1706, Глухов, Левобережная Украина) — сподвижник Петра I, президент Посольских дел, генерал-адмирал и первый в России генерал-фельдмаршал.
- Царевна Евдокия Алексеевна (17 февраля 1650, Москва — 10 мая 1712, Москва) — второй ребёнок и старшая дочь царя Алексея Михайловича и его первой жены Марии Милославской.

## Умерли
- Герасим (Кремлёв) ?, Новгород — 16 [26] июля 1650, Тобольск) — епископ Русской православной церкви, архиепископ Сибирский и Тобольский, иконописец.
- Стрешнев, Лукьян Степанович (ум. в 1650) — окольничий, боярин, отец царицы Евдокии Лукьяновны.
- Шереметев, Борис Петрович (ум. 1650) — военный и государственный деятель, дворянин московский, боярин и воевода.
- 17 (27) февраля — Шереметев, Фёдор Иванович, русский военный и государственный деятель и дипломат, боярин (с 1605), воевода[26].